# Szofía Patszalídisz
Szofía Patszalídu, másképp Szofía Patszalídisz (görög betűkkel: Σοφία Πατσαλίδου, másképp Σοφία Πατσαλίδης; Nicosia, 2000. december 16. –) ciprusi énekes. Ő képviselte Ciprust a 2014-es Junior Eurovíziós Dalfesztiválon, Máltán az I pio ómorfi méra (görög betűkkel: Η πιο όμορφη μέρα, magyarul: A legszebb nap) című dallal.

## Életpályája

### Korai évek
Szofía Patszalídisz Ciprus fővárosában, Nicosiában született 2000. december 16-án. Már kiskorában érdeklődött a zene iránt, hároméves korában pedig már énekelt. Nagyrészt Beyoncé dalain nőtt fel.

### 2014-es Junior Eurovíziós Dalfesztivál
2014. július 3-án jelentette be a ciprusi műsorsugárzó, a CyBC, hogy az ország négy kihagyott év után visszatér a gyerekek versenyére. Július 21-én pedig bejelentették, hogy Szofía Patszalídiszt nevezik a versenyre. Versenydalát 2014. szeptember 23-án mutatták be. Szofía a verseny döntőjében a kilencedik helyen végzett.

## Diszkográfia

### Kislemezek
| Év   | Cím                                   | Album |
| ---- | ------------------------------------- | ----- |
| 2014 | I pio ómorfi méra (Η πιο όμορφη μέρα) | —     |

## Fordítás
- Ez a szócikk részben vagy egészben  a   Sophia Patsalides című angol Wikipédia-szócikk ezen változatának fordításán alapul.  Az eredeti cikk szerkesztőit annak laptörténete sorolja fel. Ez a jelzés csupán a megfogalmazás eredetét és a szerzői jogokat jelzi, nem szolgál a cikkben szereplő információk forrásmegjelöléseként.